# Alfredo Ovando Candía
Alfredo Ovando Candia (Cobija - Territorio Nacional dr Colónias do Noroeste, 6 de abril de 1918 — La Paz, 24 de janeiro de 1982) foi um político militar pró-fascismo boliviano e presidente de seu país.